# GECT West-Vlaanderen / Flandre-Dunkerque-Côte d'Opale
Le GECT West-Vlaanderen / Flandre-Dunkerque-Côte d’Opale est un groupement européen de coopération territoriale institué le 3 avril 2009 par les représentants français et belges partenaires du projet de coopération régionale transfrontalière.

## Historique
Ce GECT est issu de la plate-forme transfrontalière du même nom installé en 2004. Le 12 septembre 2008, les représentants politiques parties prenantes du GECT se sont accordés sur la convention et les statuts de cette nouvelle organisation. La procédure de création d’un deuxième GECT à la frontière franco-belge était lancée.
Le 3 avril 2009, à Bruges, s'est réunie la première assemblée du GECT ; les représentants français et belges ont signé la convention de coopération du groupement, élu les premiers Président et Vice-président (au titre de Coprésidents) et voté le budget du premier exercice.

## Composition
En France son territoire correspond à celui du Syndicat mixte de la Côte d'Opale élargi à la Flandre intérieure. En Belgique il s'agit de l'ensemble de la province de Flandre-Occidentale. C'est un territoire de 7000 km².
Plus précisément, il est constitué de 13 membres partenaires.

## Missions
- Assurer la représentation, la concertation politiques et la coordination des partenaires du territoire transfrontalier
- Définir les stratégies et les programmes d’actions transfrontaliers pour répondre aux besoins des habitants
- Réaliser des projets transfrontaliers communs
- Représenter le territoire vis-à-vis des instances tierces et notamment de l'Union européenne
- Le GECT travaille actuellement sur 4 grands axes : l'eau, le territoire, le développement économique et la cohésion sociale et culturelle

## Organes et fonctionnement

### Assemblée

#### Composition
L'Assemblée se compose de 28 membres répartis de manière égale entre le côté français et belge du GECT.

#### Compétences
Les compétences de l’Assemblée sont :
- l'approbation du budget,
- l'adoption du programme de travail annuel,
- l’élection du président, du vice-président et des membres du bureau,
- la fixation du montant des contributions des membres,
- l'adoption et la modification du règlement intérieur,
- l'adhésion de membres
- la prise d'acte concernant le retrait d'un membre,
- l’approbation de la dissolution du groupement le cas échéant.

#### Fonctionnement
L'Assemblée se réunit deux fois par an dans le lieu de son choix. De plus, le président peut demander la convocation de l’Assemblée dès qu'il le juge nécessaire.
Les délibérations ne sont valables que si la majorité des membres est présent. Si toutefois ce quorum n’est pas atteint, une nouvelle convocation est faite à cinq jours d'intervalle, et, dès lors, il n'y a pas de considération de quorum.

### Président et coprésident
Le président et le coprésident, nom donné au vice-président, siègent à l'Assemblée. L'un est élu parmi les membres français, l'autre belge, de l’Assemblée. Ils sont élus à la majorité absolue pour un mandat de trois ans.

### Bureau
Le Bureau se compose de 18 membres élu pour 3 ans à la majorité absolue.

### Directeur
Le directeur est nommé par le président après approbation du Bureau.

### Langues de travail
Les deux langues de travail retenues sont le français et le néerlandais.

## Budget
Le budget se répartit paritairement entre la France et la Belgique.

## Sources

## Compléments